# Cereales (La Pampa)
Cereales es un paraje rural ubicado en la provincia de La Pampa, Argentina, dentro del departamento Atreucó.
Se encuentra a la vera de la RP 14.
Hasta 2010 contaba con una escuela primaria N°206.
Hasta finales de la década de 1970 contaba con un servicio ferroviario de pasajeros y de cargas a través de la Estación Cereales, perteneciente al Ferrocarril Domingo Faustino Sarmiento.